# مجلس التصنيف الأسترالي
مجلس التصنيف الأسترالي (بالإنجليزية: Australian Classification Board)‏ هو هيئة تصنيف قانونية تم تشكيلها بواسطة الحكومة الأسترالية لتقوم بتصنيف الأفلام وألعاب الفيديو والمنشورات المتوفرة للبيع أو للعرض أو للتأجير في أستراليا، وكان إنشائها في عام 1970.

## تصنيفات الأفلام وألعاب الفيديو

### غير مقيد
- E (معفى من التصنيف)

- G (عام)

- PG (يوصى بتوجيه الوالدين)

- M (موصى به للناضجين)

### مقيد
- MA15+ (لأعمار 15 عاما وأعلى)

- R18+ (لأعمار 18 عاما وأعلى)

- X18+ (لأعمار 18 عاما وأعلى) يحتوي على مواد إباحية